# Келли, Джон Фрэнсис
Джон Фрэ́нсис Ке́лли (англ. John Francis Kelly; род. 11 мая 1950, Бостон) — американский генерал в отставке, бывший глава Южного командования США (2012—2016). С 20 января по 31 июля 2017 года — министр внутренней безопасности США. С 31 июля 2017 по 2 января 2019 года — Глава аппарата Белого дома.

## Биография

### Военная карьера
В 1970 году призван в армию и служил во 2-й дивизии морской пехоты на базе Кэмп-Леджен, в 1972 году уволен в запас в звании сержанта. В 1976 году окончил Университет Массачусетса в Бостоне, затем — офицерскую школу на базе морской пехоты «Квантико» в Виргинии и получил звание второго лейтенанта.
Вернулся во 2-ю дивизию морской пехоты на должность командира взвода, постепенно продвинулся по службе до должности командира роты. В Мэйпорте во Флориде входил в подразделения морской пехоты на борту авианосцев «Forrestal» и «Independence». В 1980 году прошёл курсы повышения квалификации офицеров в Форт-Беннинге, с 1981 по 1984 год капитан Келли служил в штабе Корпуса морской пехоты в Вашингтоне, затем вновь вернулся во 2-ю дивизию. В 1987 году произведён в майора и получил должность в штабе батальона, а также направлен в Основную школу морской пехоты (Куантико), где возглавил секцию наступательной тактики, а впоследствии стал директором курсов пехотных офицеров. В 1990 году поступил в Командно-штабной колледж морской пехоты США и Школу совершенствования боевых действий, по окончании которых в звании подполковника принял командование над 1-м легкобронированным разведывательным батальоном 1-й дивизии морской пехоты на базе Кэмп-Пендлтон. В 1994 году поступил в Национальный военный колледж (Вашингтон), в 1995 году окончил его и получил назначение офицером связи Корпуса морской пехоты в Палате представителей США, где был повышен в звании до полковника. В 1999—2001 годах в должности специального помощника служил в Верховном главнокомандовании ОВС НАТО в Европе (Монс, Бельгия), затем вновь вернулся во 2-ю дивизию морской пехоты, теперь в должности помощника начальника штаба, в 2002 году переведён в 1-ю дивизию, впоследствии повышен в звании до бригадного генерала.
В 2003 году в должности заместителя командира 1-й дивизии морской пехоты Джеймса Мэттиса вошёл в Ирак, отвечая за организацию продвижения полковых боевых групп через иракские позиции. После взятия Багдада был отправлен дальше на север в составе группы специального назначения «Триполи» с задачей пленения старших офицеров иракской армии.
В 2004—2007 годах снова служил в Штабе морской пехоты, затем был произведён в генерал-майора и принял под командование 1-й экспедиционный корпус морской пехоты, который в 2008—2009 годах действовал в иракских провинциях Анбар и Найнава. В 2009—2011 годах в звании генерал-лейтенанта командовал резервом морской пехоты и северным командованием корпуса морской пехоты, в 2011—2012 годах являлся старшим военным советником министра обороны США Леона Панетты.
В ноябре 2010 года один из двоих сыновей Келли (оба также служили в морской пехоте), Роберт, погиб в Афганистане. В 2012 году Келли возглавил Южное командование США с основной задачей воспрепятствования транспортировке наркотиков в Южной и Центральной Америке, а также оказания помощи в обучении военнослужащих латиноамериканских и карибских стран.

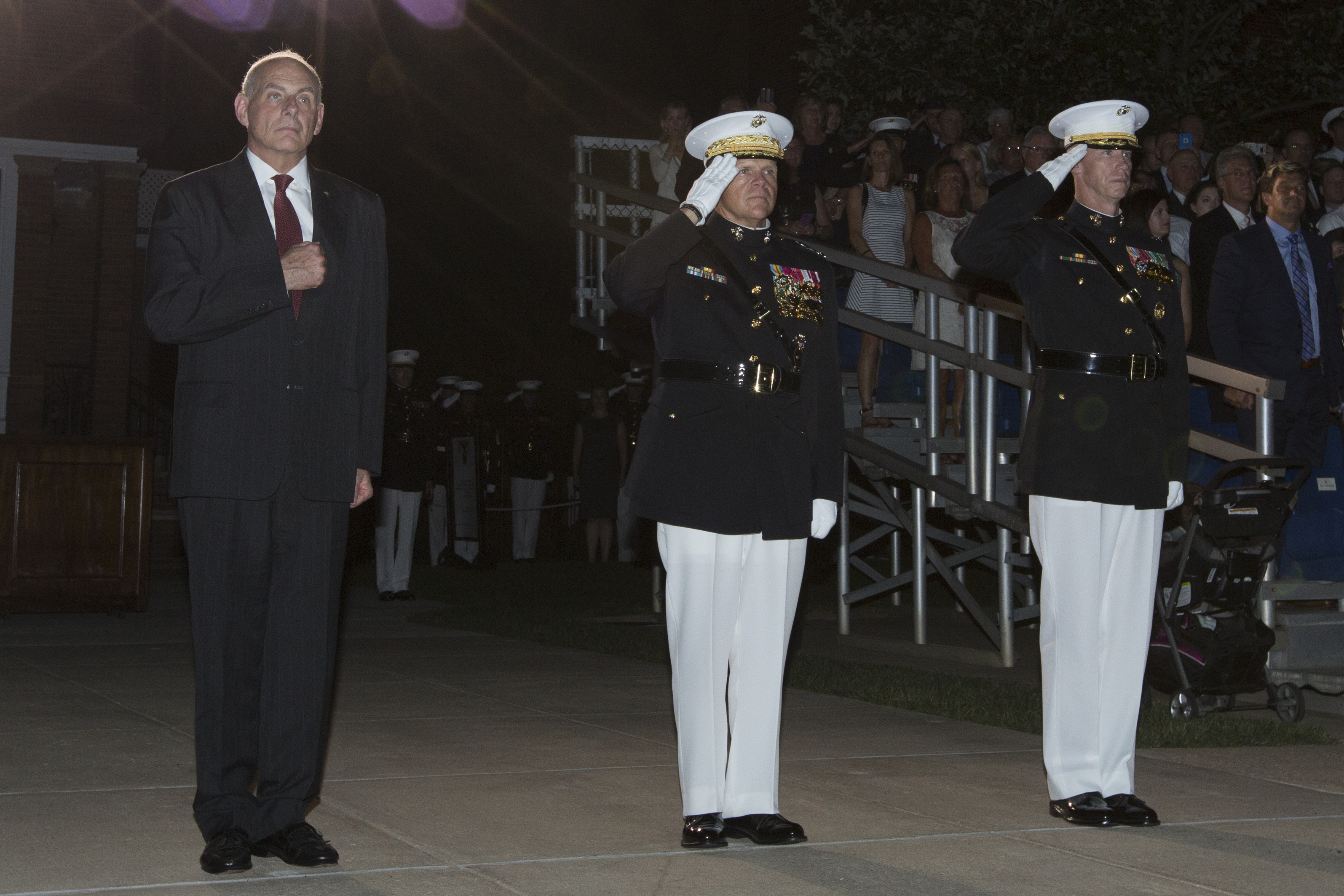
Келли после отставки на вечернем параде в казармах морской пехоты в Вашингтоне (22 июля 2016 года).

Возглавляя Южное командование, Келли имел в своём ведении тюрьму Гуантанамо и принимал участие в организации обмена американского сержанта Боуи Бергдала на пятерых заключённых лидеров талибов. В январе 2016 года критически отозвался о решении Пентагона назначать женщин на боевые должности в воинских частях, увидев в этой политике угрозу снижения стандартов подготовки личного состава.
14 января 2016 года ушёл в отставку, завершив 45-летнюю военную службу.
Производство Келли в бригадного генерала в 2003 году считается первым с 1951 года случаем присвоения этого звания военнослужащему в зоне боевых действий. Джона Ф. Келли также называют самым высокопоставленным американским военным, потерявшим сына или дочь в Афганской или Иракской войнах.
По мнению The New York Times, из-за раскола среди республиканцев в ноябре 2016 года по вопросу кандидатуры на должность государственного секретаря в будущем кабинете Дональда Трампа, тот мог сделать неожиданный выбор, в том числе остановив его на генерале Джоне Келли.

### Министр внутренней безопасности США

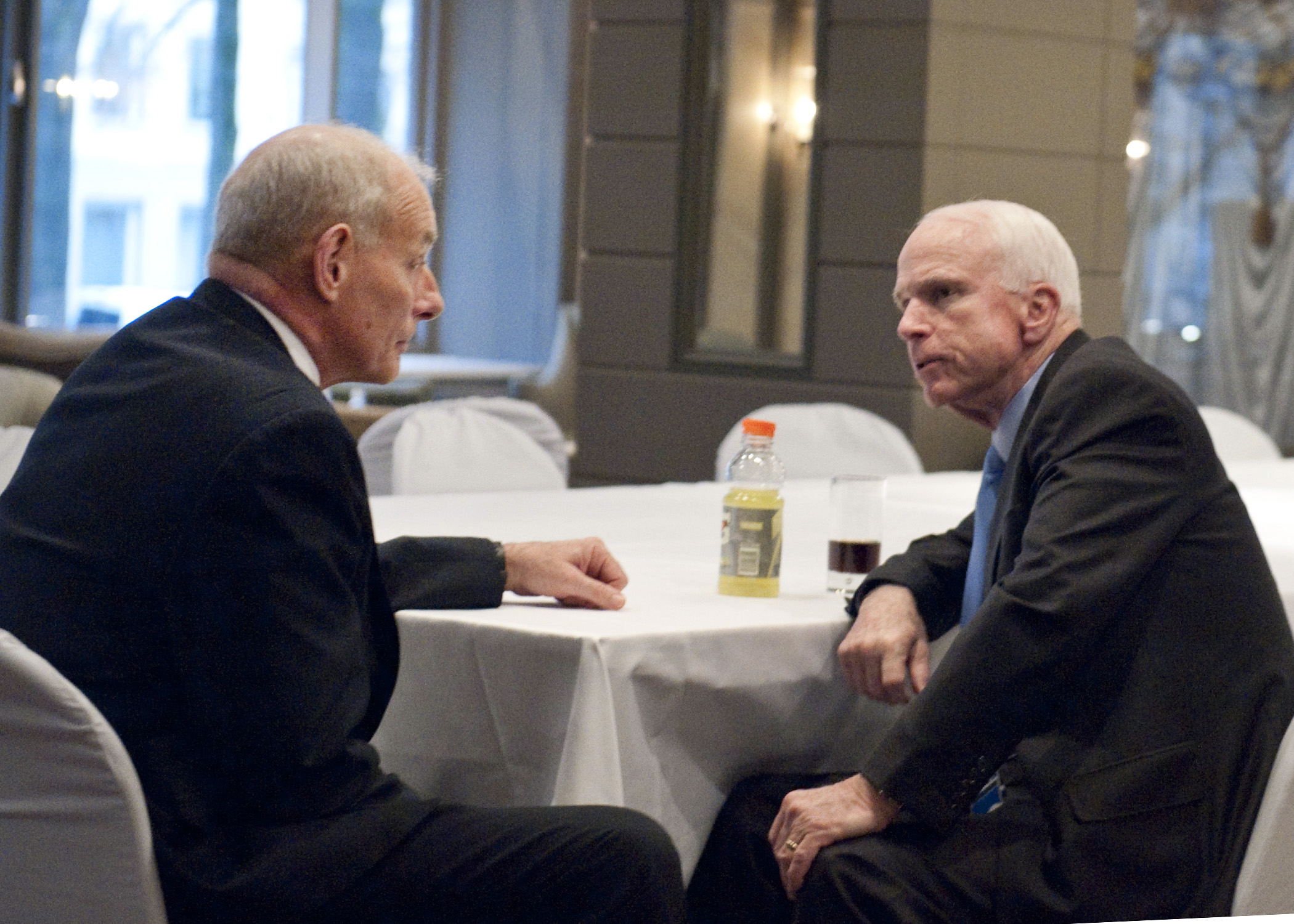
С сенатором Джоном Маккейном на Мюнхенской конференции по безопасности (17 февраля 2017 года).

7 декабря 2016 года Трамп сообщил прессе о намерении официально предложить Джону Ф. Келли должность министра внутренней безопасности.
20 января 2017 года Сенат США утвердил назначение Келли большинством 88 голосов против 11.
В апреле 2017 года, выступая в комитете Сената США по внутренней безопасности, Келли заявил, что стена вдоль всей границы с Мексикой, о которой говорил Дональд Трамп во время предвыборной кампании, вряд ли будет когда-нибудь построена. По его словам, более целесообразно сооружение системы барьеров разного рода в тех местах, где это необходимо.
В феврале 2017 года вместе с вице-президентом Майком Пенсом Келли находился на Мюнхенской конференции по безопасности и сделал там заявление о его работе по поручению президента Трампа над новой, более жёсткой и оптимизированной версией исполнительного указа о запрете на посещение США гражданами семи исламских государств. В частности, по словам Келли, в новом варианте текста людям, находившимся в пути на момент вступления нормативного акта в силу, будет разрешено ступить на американскую территорию.

### Глава аппарата Белого дома

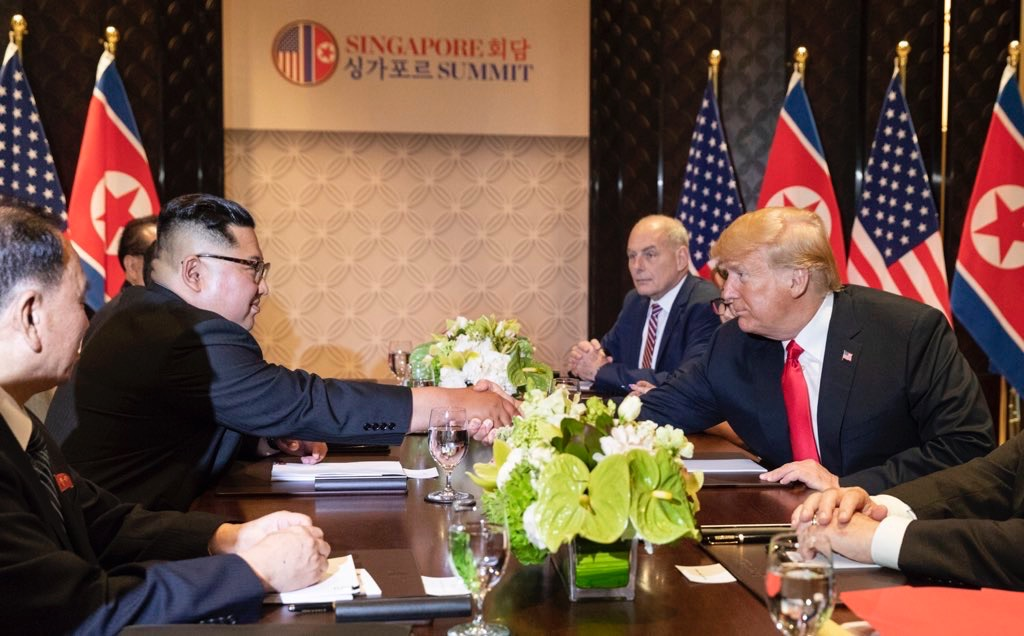
На встрече президента Трампа и лидера КНДР Ким Чен Ына в Сингапуре (12 июня 2018 года).

28 июля 2017 года Трамп объявил о назначении Келли главой аппарата президента, назвав деятельность бывшего генерала в должности министра безопасности блестящей, а его самого — «звездой» своей администрации.
31 июля 2017 года был уволен глава службы коммуникаций Белого дома Энтони Скарамуччи, что, по мнению прессы США, произошло под влиянием Келли.
По мнению журнала «Newsweek», к ноябрю 2017 года Келли добился значительного сокращения влияния зятя Трампа, Джареда Кушнера, а также дочери президента Иванки Трамп в Белом доме.
8 декабря 2018 года президент Трамп сообщил журналистам, что в конце года Келли уйдёт с должности главы аппарата Белого дома.
В январе 2019 года вышла из печати книга бывшего сотрудника аппарата Белого дома Клиффа Симса, в которой автор рассказывает о шоке, пережитом при первом знакомстве с Келли — речь нового главы администрации перед сотрудниками в здании Исполнительного офиса имени Эйзенхауэра показалась враждебной по отношению к Трампу, и основной её смысл сводился к формуле «сначала страна, потом президент».

## Галерея

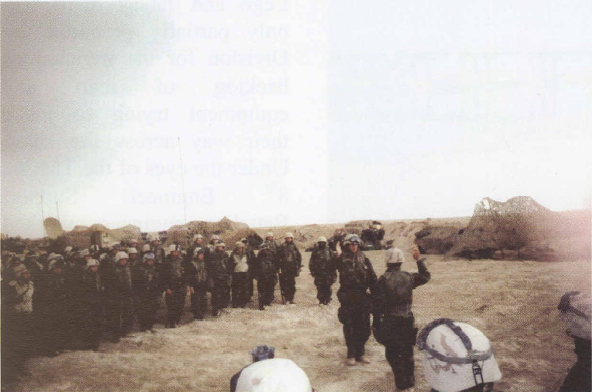
Церемония присвоения звания бригадного генерала (окрестности Эз-Зубайра, март 2003 года).
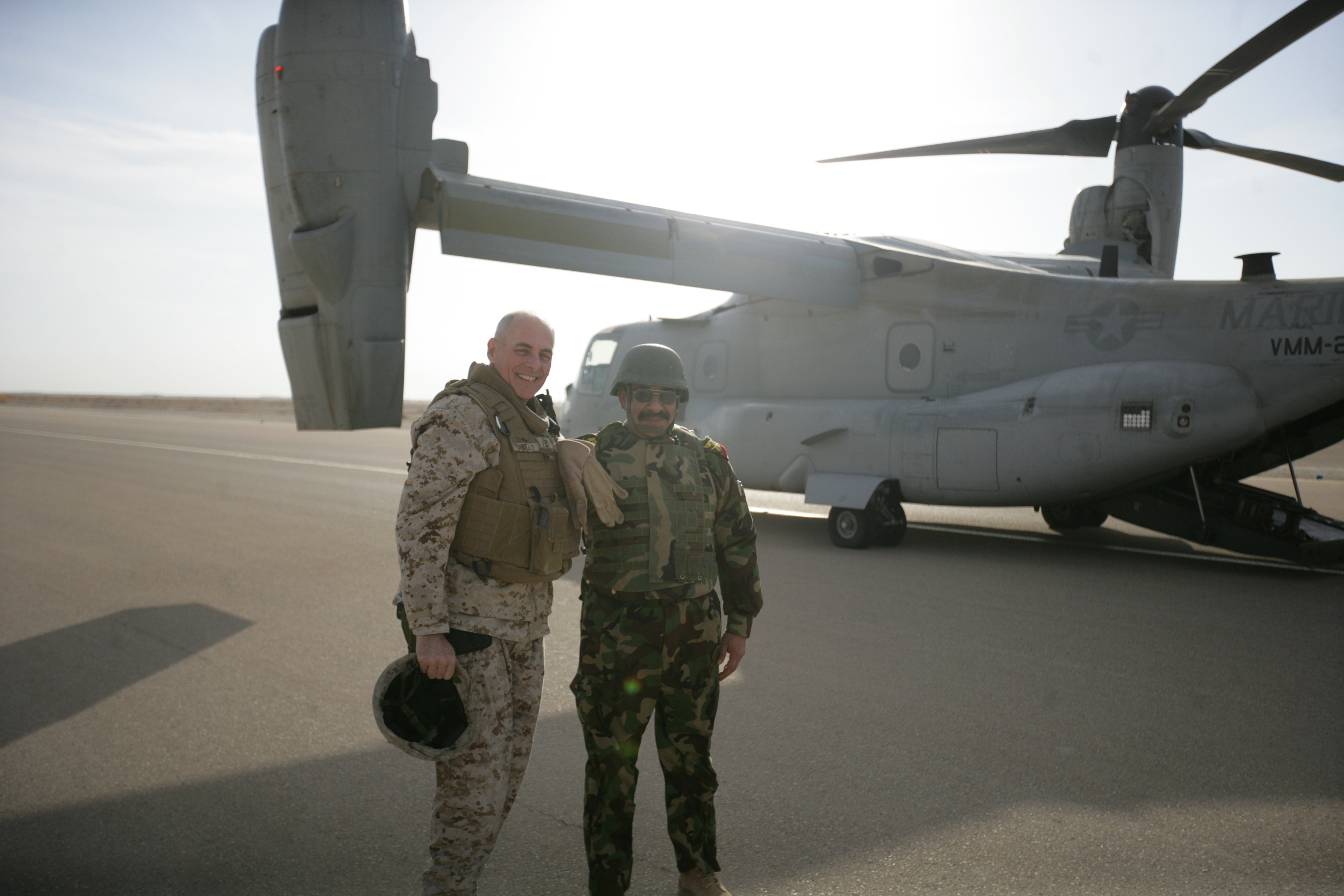
В 2008 году с командиром иракской 7-й армии на базе Аль-Асад.
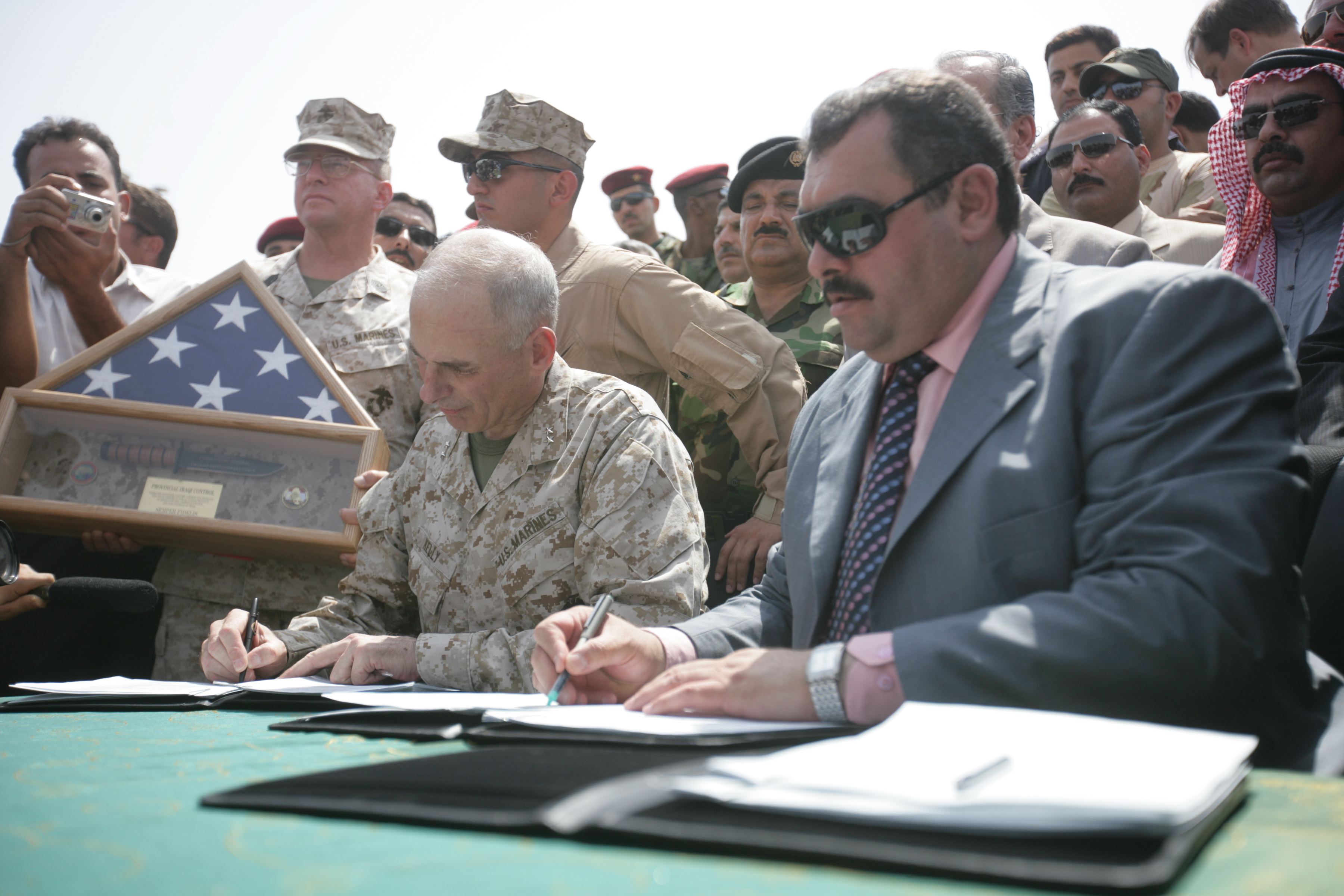
1 сентября 2008 года в Рамади на церемонии подписания соглашения о передаче контроля над провинцией Анбар иракским властям.
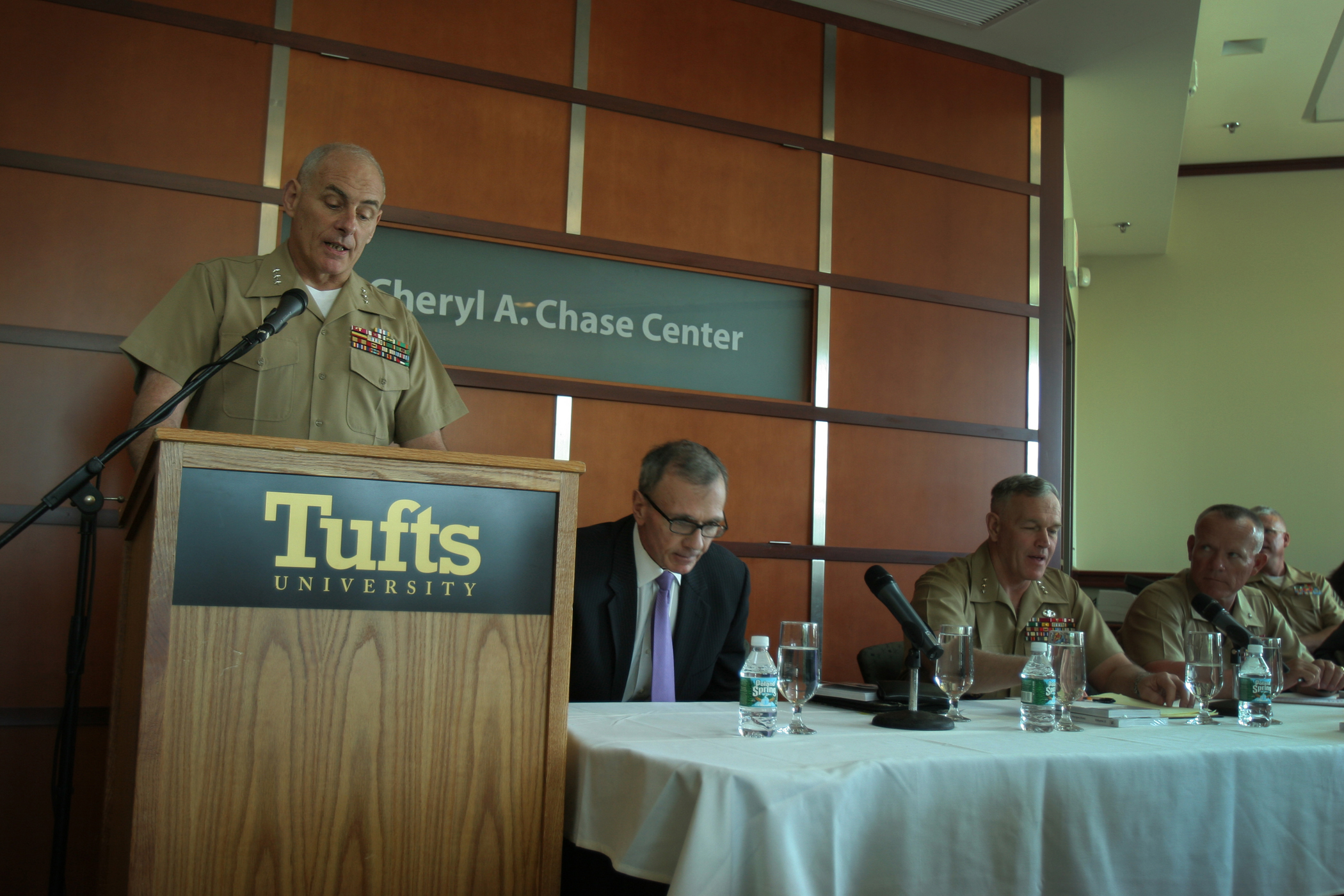
В университете Тафтса с докладом о своём иракском опыте (5 мая 2010 года).
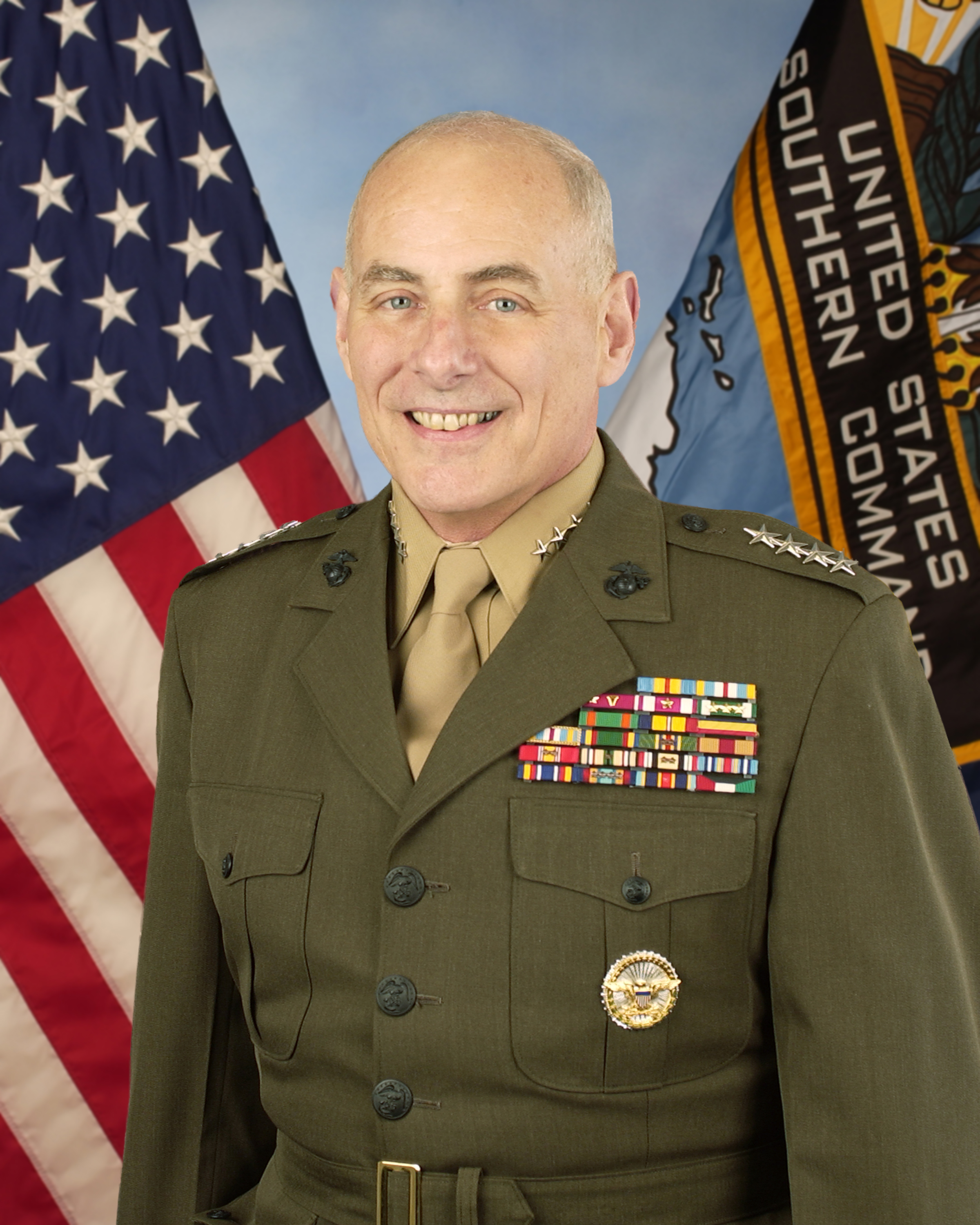
Келли в 2012 году в звании четырёхзвёздного генерала на фоне знамени Южного командования США.
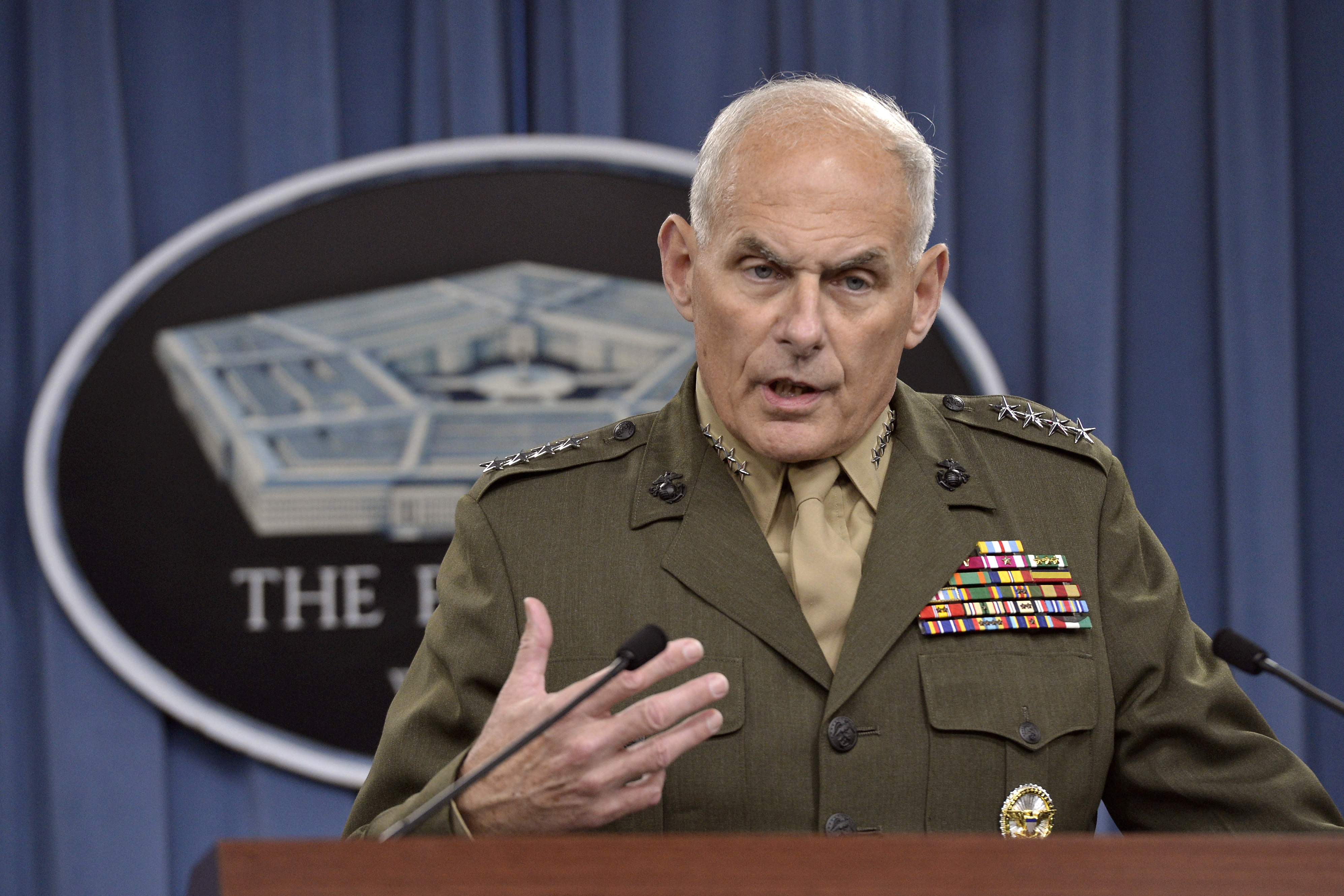
В 2014 году на брифинге для журналистов в Пентагоне.